# Lenguas zapotecanas
Las lenguas zapotecanas son un grupo de lenguas otomangueanas de México que incluyen al zapoteco y a los subgrupos otomangueanas más cercanos a él.

## Clasificación
El zapotecano se divide usualmente en dos ramas las variantes zapotecas propiamente dichas, las variantes chatinas y variantes menores como el papabuco y el solteco, que algunos autores consideran lenguas zapotecas divergentes. Basándose en el análisis del sistema pronominal y otras innovaciones se ha propuesta la siguiente relación entre las lenguas zapotecanas:

|         | Zenzontepec                                             |
|         |                                                         |
| Costeño | \| \| Tataltepec \| \| \| \| \| \| Oriental \| \| \| \| |
|         | \| \| Tataltepec \| \| \| \| \| \| Oriental \| \| \| \| |
|         | Tataltepec                                              |
|         |                                                         |
|         | Oriental                                                |
|         |                                                         |

|  | Tataltepec |
|  |            |
|  | Oriental   |
|  |            |

|  | Serrano  |
|  |          |
|  | Villalta |
|  |          |
|  | Rincón   |
|  |          |

|  | Valles |
|  |        |
|  | Istmo  |
|  |        |

|  | Serrano  |
|  |          |
|  | Villalta |
|  |          |
|  | Rincón   |
|  |          |

|  | Valles |
|  |        |
|  | Istmo  |
|  |        |

|  | Serrano  |
|  |          |
|  | Villalta |
|  |          |
|  | Rincón   |
|  |          |

|  | Valles |
|  |        |
|  | Istmo  |
|  |        |

|  | Serrano  |
|  |          |
|  | Villalta |
|  |          |
|  | Rincón   |
|  |          |

|  | Valles |
|  |        |
|  | Istmo  |
|  |        |

|         | Zenzontepec                                             |
|         |                                                         |
| Costeño | \| \| Tataltepec \| \| \| \| \| \| Oriental \| \| \| \| |
|         | \| \| Tataltepec \| \| \| \| \| \| Oriental \| \| \| \| |
|         | Tataltepec                                              |
|         |                                                         |
|         | Oriental                                                |
|         |                                                         |

|  | Tataltepec |
|  |            |
|  | Oriental   |
|  |            |

|  | Serrano  |
|  |          |
|  | Villalta |
|  |          |
|  | Rincón   |
|  |          |

|  | Valles |
|  |        |
|  | Istmo  |
|  |        |

|  | Serrano  |
|  |          |
|  | Villalta |
|  |          |
|  | Rincón   |
|  |          |

|  | Valles |
|  |        |
|  | Istmo  |
|  |        |

|  | Serrano  |
|  |          |
|  | Villalta |
|  |          |
|  | Rincón   |
|  |          |

|  | Valles |
|  |        |
|  | Istmo  |
|  |        |

|  | Serrano  |
|  |          |
|  | Villalta |
|  |          |
|  | Rincón   |
|  |          |

|  | Valles |
|  |        |
|  | Istmo  |
|  |        |

Las estimaciones glotocronológicas para el tiempo de diversificación a partir del proto-zapotecano es de 24 siglos, es decir, alrededor de un milenio más que el tiempo de diversificación de zapoteco propiamente dicho. Fuera de este agrupamiento desde el siglo XIX se reconocieron relaciones entre el grupo zapotecano y el grupo mixteco que formarían la rama oriental de las lenguas otomangueanas.

## Comparación léxica
El siguiente cuadro muestra los pronombres sujeto en proto-zapoteco, chatino, papabuco y proto-zapotecano:
| GLOSA                           | proto- zapoteco | chatino | papabuco | proto- zapotecano |
| ------------------------------- | --------------- | ------- | -------- | ----------------- |
| 1ª persona singular             | *naʔ            | ʔnyãã43 | ã        | *naʔ              |
| 2ª persona singular             | *luʔ(i) *nuʔ    | ʔĩĩ21   | ru       | *luʔ *nuʔ         |
| 3ª persona singular (persona)   | *pi             |         |          |                   |
| 3ª persona singular (animado)   | *ma(ni)         |         |          |                   |
| 3ª persona singular (inanimado) | *ni             |         |          |                   |
| 1ª persona plural inclusiva     | *na             | ʔnyãã23 | na       | *nã               |
| 1ª persona plural exclusiva     | *tyiʔu *ya      | ʔwa43   |          | *yã               |
| 2ª persona plural               | *wa             | ʔwã32   |          | *wã               |
| 3ª persona plural               |                 |         |          |                   |

En cuanto a los numerales se tienen las siguientes reconstrucciones tentativas:
| Variante                | uno   | dos     | tres   | cuatro  | cinco   | seis   | siete   | ocho   | nueve | diez |
| ----------------------- | ----- | ------- | ------ | ------- | ------- | ------ | ------- | ------ | ----- | ---- |
| Proto-zapoteco          | *tobi | *tjop-  | *tson- | *tap-   | *gayoʔ  | *šopa  | *ga'tsi | *šonoʔ | *gaʔ  | *tsi |
| Chatino de la zona alta | ska23 | tukwa32 | snã32  | hakwa23 | ki'yu32 | skwa32 | kati21  | snũ23  | kaa2  | tii2 |
| Proto-zapotecano        |       | *tukw-  | *tsna- | *takw-  | *kayuʔ  | *skwa  | *ka'ti  | *snu   | *kaʔ  | *tii |